# Fernando Daquilema
Fernando Daquilema (Kera Ayllu, 5 de junio de 1848-Yaruquíes, 8 de abril de 1872) fue un líder indígena ecuatoriano, considerado un héroe por la lucha de los derechos de su pueblo, y proclamado por su comunidad como el último Rey de los Shyris de la dinastía de los Duchicelas.

## Biografía
Fernando Daquilema nació en 1848, su padre fue Ignacio Daquilema, quien trabajaba en la hacienda Tungurahuilla y su madre era María Ruiz, ambos descendientes de la etnia Puruhá. Daquilema se casó con Martina Lozano, se desconoce si tuvieron descendencia.
Entre los años 1860 se produjo una sobreexplotación de la fuerza de trabajo de los indígenas de la jurisdicción del cantón Riobamba. La parroquia de Yaruquíes, donde se gestó la sublevación de Fernando Daquilema, fue de las que más sufrió una drástica reducción de sus efectivos demográficos y uno de los mayores incrementos proporcionales en el pago del diezmo, entre 1870 y 1873.

## Lucha Indígena
Preocupados por el pago de tributos y por la sobreexplotación, los habitantes de las comunidades de Cacha tomaron venganza contra un diezmero que consideraban prepotente y abusivo, al cual lo mataron.
Fernando Daquilema reúne a su gente de la comarca y emprende la toma de algunos centros poblados como Yaruquiés y Cajabamba; súbitamente algunos indígenas se desbandan y entonces Daquilema ordena tomarse Punín, que cae bajo el control de los sublevados encabezados por la capitana Manuela León, nativa de la comunidad de San Francisco de Macshi, hoy conocido como San Francisco de Asís. El gobernador de la provincia pidió refuerzos que llegaron desde Ambato y Quito, con quienes retomó la población de Punín luego de que fue abandonada por los indígenas. La represión que siguió fue despiadada.
En diciembre de 1871, llegó al máximo la indignación de los pueblos indígenas ante la opresión que sentían a través del aún existente cobro de los diezmos. Fernando descendiente de los Duchicelas, encabeza el levantamiento en Cacha (hoy la primera parroquia indígena del Ecuador), desconociendo el gobierno apreciado como de blancos que reprime y explota; aspirando a formar un nuevo gobierno que considere a los indígenas en igualdad de condiciones que los blancos y mestizos. Cerca a la laguna de Kápak-kucha (laguna del rey), en la plazoleta de la capilla de El Rosario, que en la actualidad queda en la Comunidad de Cachatón San Francisco (Hatun cacha), fueron convocados los indígenas a una gran asamblea con la finalidad de elegir a un jefe para los objetivos que tenían. Todos eligieron a Daquilema como su jefe, porque vieron en él coraje, templeza, decisión y firmeza. Tocaron la campana, la bocina, churus y la gente gritó: "Ñucanchi Jatun Apu" (Nuestro Gran Señor); y, tomando un manto y la corona de San José, le nombraron rey. Daquilema, joven de 23 años, inició su misión conformando, con gran estrategia y sabiduría, un ejército compuesto por una caballería que sobrepasaba las 500 unidades y por miles de hombres y mujeres dispuestos a luchar cuerpo a cuerpo con las autoridades, enfrentando a las fuerzas del ejército.

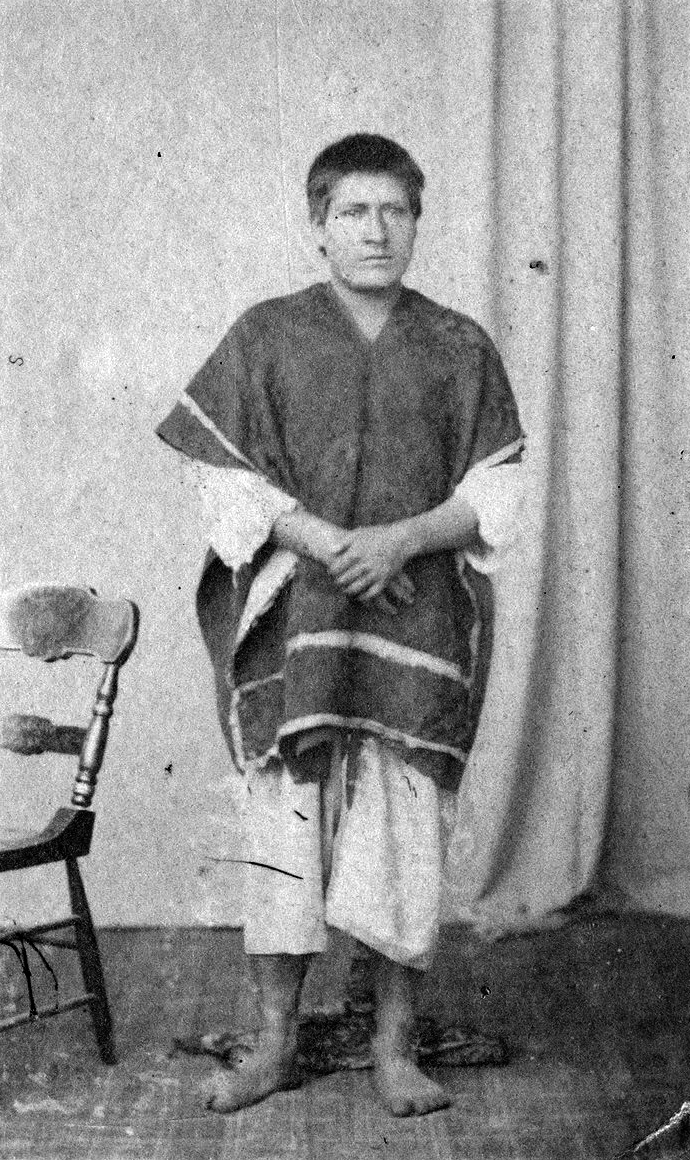
Retrato de Fernando Daquilema, tomado por Leonce Labaure en 1872, Archivo Leibniz-Institut für Länderkunde.

Atacaron Cajabamba con 10 000 indígenas armados con lo que tenían, las mujeres con piedras, palos, tupus,  huaraca u honda, garrochas; se establece la lucha a muerte, no tienen buenos resultados, son tomados presos centenares de indígenas. Luego se reorganizaron y designan a Manuela León para que capitanee el ataque a Punín; Manuela con un ejército de centenares de hombres y mujeres enfrentan a las milicias enviadas por el gobernador. Es célebre el enfrentamiento entre esta mujer y el teniente Miguel Vallejo, cual felina salvaje se lanzó  sobre él venciéndola para clavarle la garrocha en el pecho y luego le arrancó los ojos con su tupo, guardándolas en la faja de su anaco; por fin se consumó su venganza por haberle antes violado salvajemente. Se tomaron con facilidad el pueblo, liberaron a los presos y luego se retiraron ante la noticia de que venían refuerzos de soldados. El gobernador envió más de 150 soldados armados para perseguir a los cabecillas.
Ante la despiadada persecución sufrida, algunos cabecillas presos solicitaron el indulto, con la condición de deponer el levantamiento, lo que les fue concedido por el gobernador, esta decisión fue publicado el 25 de diciembre en las parroquias tomadas. Considerado por Daquilema esto como una traición por parte de esos dirigentes. Sintiéndose traicionado se entregó a las milicias garcianas, no sin antes haber abrazado a su mujer y a su pequeño hijo. Luego fue apresado y conducido a la cárcel de Riobamba, donde se encontraban encarcelados otros dirigentes.
El consejo de guerra ordenó a las tropas, sin ningún juicio previo, que atados a una picota ejecutaran Julián Manzana y Manuel León, en presencia de más de doscientos indígenas, que las autoridades llevaron con la custodia necesaria, para que tomen escarmiento y no se vuelvan a insurreccionar. Los historiadores presumen que este desconocido “Manuel León” sea en realidad nuestra Manuela del cuento, que pudo haber sido confundida con hombre dada las circunstancias del momento. Lo cierto es que nada más se ha sabido de ella, hundiéndose en el silencio de la noche de los tiempos.
La prisión de Fernando Daquilema tuvo ribetes heroicos. Pudo haber huido de Cacha pero no lo hizo, mandó a sus capitanes que se desbandaran en silencio y él ascendió a la colina más alta para explorar el sitio donde estaban los milicianos a los que miró largamente y gritó: “Aquí estoy” luego anduvo con arrogancia y se puso frente a ellos e insistió: “Aquí estoy” ¿Quién eres tú? Le preguntaron ¿Cómo te llamas? otro soldado le dijo en quichua: “Ima shuti cangui? -Fernando Daquilema-, fue la respuesta y entonces le amarraron las manos hacia atrás y lo llevaron a la cárcel, todo en silencio nativo.
El 23 de marzo se inició el juicio en Yaruquíes por “motín, asesinatos, robos e incendios” y el Juez pidió a los acusados que designen defensores, cosa que por supuesto nadie realizó. Daquilema fue condenado al fusilamiento y un testigo firmó por él, era iletrado, diciendo que estaba conforme con la pena. Enseguida lo llevaron en procesión a la capilla para que pasara su última noche. Un sacerdote le pidió que repitiera las plegarias. A las seis de la mañana se tocó Diana. A las siete salió la procesión con el condenado y a las ocho llegó a la plaza de Yaruquíes, donde se había improvisado una celda. A las once los pregoneros anunciaron la sentencia por bando, luego sacaron al reo, vestido de blanco, que marchó con dos sacerdotes a sus lados. Le ataron los pies y manos, mientras en las colinas una muchedumbre indígena presenciaba de lejos la escena. Los tambores comenzaron a tocar, se retiró la escolta y el capitán le preguntó si quería alguna gracia o algo. Daquilema contestó “Manapi” que significa “nada o ninguna” en Quichua norteño quichua y entonces comenzó un discurso dedicado a los indios, y a  las 11 a. m., lo mataron a balazos.

## Honores y distinciones
El 5 de noviembre de 2010, el pleno de la Asamblea Nacional del Ecuador, por resolución tomada por unanimidad, declaró héroe y heroína del Ecuador a Fernando Daquilema y Manuela León.
Algunos historiadores como Enrique Ayala Mora, Severo Gomezjurado y Benjamín Carrión, han reconocido a Fernando Daquilema como parte de los gobernantes nacionales del Ecuador.